# U-140 (submarino de 1940)
O submarino alemão U-140 é um submarino alemão de tipo II.D da Kriegsmarine durante a Segunda Guerra Mundial. 
Como os outros submarinos do tipo II foram destacados para missões de combate no oceano Atlântico, foram afetados principalmente no Mar do Norte e no litoral de vigilância.

## História
Servido em 7 de agosto de 1940, o U-140 serviu em submarina de treinamento e na escola de navegação para as equipes de bordo do 1. Unterseebootsflottille em Kiel.
Em 1º de dezembro de 1940, o U-140 continuou operando na 1. Unterseebootsflottille em Kiel.
Ele partiu em 20 de novembro de 1940 do porto de Kiel para sua primeira patrulha sob as ordens do Oberleutnant zur See Hans-Peter Hinsch e chegou a Bergen em 17 de dezembro de 1940. Lá ele afundou 3 navios mercantes com um total de 12.410 toneladas.
Ele retornou ao mar em 19 de dezembro de 1940 para chegar a Kiel em 20 de dezembro de 1940.
Ele deixou o serviço ativo de 1º de janeiro a 21 de junho de 1941 na 22. Unterseebootsflottille em Gotenhafen, depois tornou-se operacional novamente.
Sua segunda patrulha começou em 19 de junho de 1941, sob as ordens do Oberleutnant zur See Hans-Jürgen Hellriegel, por um período de 12 dias, trazendo-o de volta a Gotenhafen em 30 de junho de 1941.
Sua terceira e última patrulha de guerra foi de 7 a 24 de julho de 1941, ou 18 dias no mar, com um total de 1 submarino afundado pesando 206 toneladas.
Deixou definitivamente o serviço ativo em 1º de setembro de 1941 e só foi usado para treinar submarinistas até o final da guerra na 22ª Flotilha Unterseeboots em Gotenhafen e, a partir de 2 de maio de 1945, na 31ª Flotilha Unterseeboots em Wilhelmshaven.
Em 2 de maio de 1945, sentindo-se o fim da guerra e para responder às ordens do almirante Karl Dönitz para a Operação Regenbogen, o U-140 foi afundado no Raederschleuse (eclusa Raeder, entrada oeste do porto) em Wilhelmshaven, em a posição geográfica de 53° 31′ N, 8° 10′ E. Após a guerra, o U-140 foi reflutuado e desmantelado.

## Comandantes
- Oblt. Hans-Peter Hinsch - 7 agosto de 1940 até 6 de abril de 1941
- Oblt. Hans-Jürgen Hellriegel (Cruz de Ferro) - 7 de abril de 1941 até 9 de dezembro de 1941
- Kptlt. Klaus Popp - 10 de dezembro de 1941 até 1 de setembro de 1942
- Oblt. Albrecht Markert - 2 de setembro de 1942 até 31 de julho de 1944
- Oblt. Herbert Zeissler - 1 de agosto de 1944 até 19 de novembro de 1944
- Oblt. Wolfgang Scherfling - 20 de novembro de 1944  até 5 de maio de 1945[1]

## Sumário de Ataque
| Data                  | Navio         | País                          | Toneladas | Estado   |
| --------------------- | ------------- | ----------------------------- | --------- | -------- |
| 2 de dezembro de 1940 | Victoria City | Reino Unido                   | 4,739     | Afundado |
| 8 de dezembro de 1940 | Penang        | Finlândia                     | 2,019     | Afundado |
| 8 de dezembro de 1940 | Ashcrest      | Reino Unido                   | 5,652     | Afundado |
| 21 de julho de 1941   | M-94          | Frota Naval Militar Soviética | 206       | Afundado |

## Ligações Externas
1. Helgason, Guðmundur. "U-140". German U-boats of WWII - uboat.net. Recuperado em 6 de dezembro de 2014